# Sudoeste Amazonense
Sudoeste Amazonense è una mesoregione dello Stato di Amazonas in Brasile.

## Microregioni
È suddivisa in due microregioni:
- Alto Solimões
- Juruá